# Rosa de Tokio
Rosa de Tokio (en inglés Tokyo Rose) fue el sobrenombre dado en la Segunda Guerra Mundial por los servicios de contrainteligencia de los Aliados a las radioemisiones transmitidas en amplitud modulada de aproximadamente una docena de locutoras angloparlantes de origen japonés, lectoras de propaganda japonesa dirigidas a las tropas aliadas como medio de guerra psicológica.
El nombre está generalmente asociado a Iva Toguri d’Aquino (Ikuko Toguri), una ciudadana estadounidense nacida en Los Ángeles, California, en 1916, hija de inmigrantes japoneses, que marchó a Japón el 5 de julio de 1941, es decir, 6 meses antes de estallar la guerra, para visitar a algunos familiares y ver posibilidades de seguir sus estudios de Medicina allí. 
El 7 de diciembre de 1941 se produjo el ataque a Pearl Harbor, lo que cerró las posibilidades de regresar a EE. UU.
Obligada a buscar un trabajo para mantenerse, fue reclutada por los servicios de inteligencia japoneses para participar en el programa radial The Zero Hour, un programa producido por prisioneros de guerra aliados con experiencia en radiotransmisión, forzados a hacerlo bajo amenaza. El programa consistía en enviar mensajes de los prisioneros de guerra a sus familias, intercalados con música occidental e información local, orientada a desmoralizar a las tropas aliadas. Gran parte de la información emitida era suministrada por la Kenpeitai, quien la obtenía del interrogatorio forzado de prisioneros.
Toguri participó primero como traductora y luego como locutora en unos 350 programas, negándose a emitir propaganda antiestadounidense, lo que fue aceptado. Dicho programa era escuchado no solo por la contrainteligencia aliada, sino por todas las bases y unidades aliadas en el frente del Pacífico.
El apodo Rosa de Tokio fue una fábula generada por los servicios de contrainteligencia estadounidenses, lo que al fin de la guerra significó para una ingenua Iva Toguri ser arrestada e investigada por el FBI y los servicios de contrainteligencia del Ejército de los Estados Unidos, siendo liberada después al no encontrarse evidencia de traición alguna. Al regresar a Estados Unidos en 1948, fue blanco de las acusaciones de un periódico sensacionalista, arrestada y juzgada. En 1949 fue condenada a 10 años de prisión y a pagar una multa de 10 000 dólares, con cargos de traición a la patria. 
Fue liberada 6 años más tarde y se trasladó a Chicago, donde en 1976 fue entrevistada por un periodista que se interesó en su caso, descubriendo que las acusaciones en su contra habían sido fabricadas por dos ciudadanos japoneses, que dijeron a su vez haber sido forzados por el FBI y la policía militar estadounidense a atestiguar en su contra.
El 17 de enero de 1977 fue indultada oficialmente por el presidente Gerald Ford, que además le devolvió la ciudadanía estadounidense.
Iva Toguri murió el 20 de septiembre de 2006, en Chicago, a los 90 años de edad.